# トウドゥストゥール地質学公園
トウドゥストゥール地質学公園（英語: Toadstool Geologic Park）とは、アメリカ合衆国中部のネブラスカ州北西端部に設定されている公園である。園内には悪地が広がっている。

## 概要
トウドゥストゥール地質学公園は、アメリカ合衆国農務省の下部組織であるen:United States Forest Serviceが運営しており、園内には約1.6 kmの周遊道路も整備されている。なお、24時間いつでも入園することが可能である。この公園は、ネブラスカ州のドーズ郡に属する、クロウフォード (ネブラスカ州)という村（人口1000人弱）の北方に設定されている。かつて、この公園の付近の土地は「ネブラスカ州の悪地」などと白人侵略者達に呼ばれていた。ネブラスカ州は農業の州としても知られているわけだが、悪地と言うのは、農地も宅地にも向かない、どうしようもなく使えない土地のことであり、公園内には深く侵食された奇岩だらけのデコボコの土地が見られる。公園名の「toadstool」は「ベニテングタケ」のような食用にならない毒キノコ全般をさす英語だが、そのようなキノコを連想させるような形状の岩石が公園内に幾つも見られることから、この名が付けられた。ただし、あくまでヒトにとっての悪地であるわけで、園内には少ないながら植物も見られる。この他に、園内ではエンテロドン科などの哺乳類の化石が見られるものの、化石を採取することは一切許されていない。なお、園内にはソディ（Soddy）などと呼ばれる、西部開拓時代に白人侵略者達が用いた仮住居を復元したものもある。

## 写真集

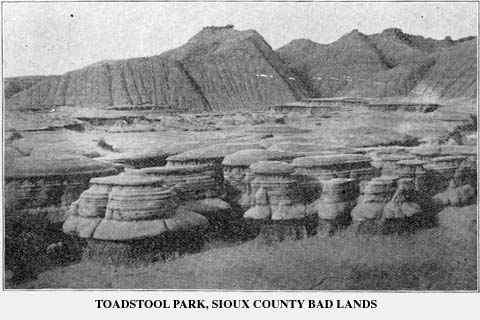
1905年に撮影された公園内の様子。
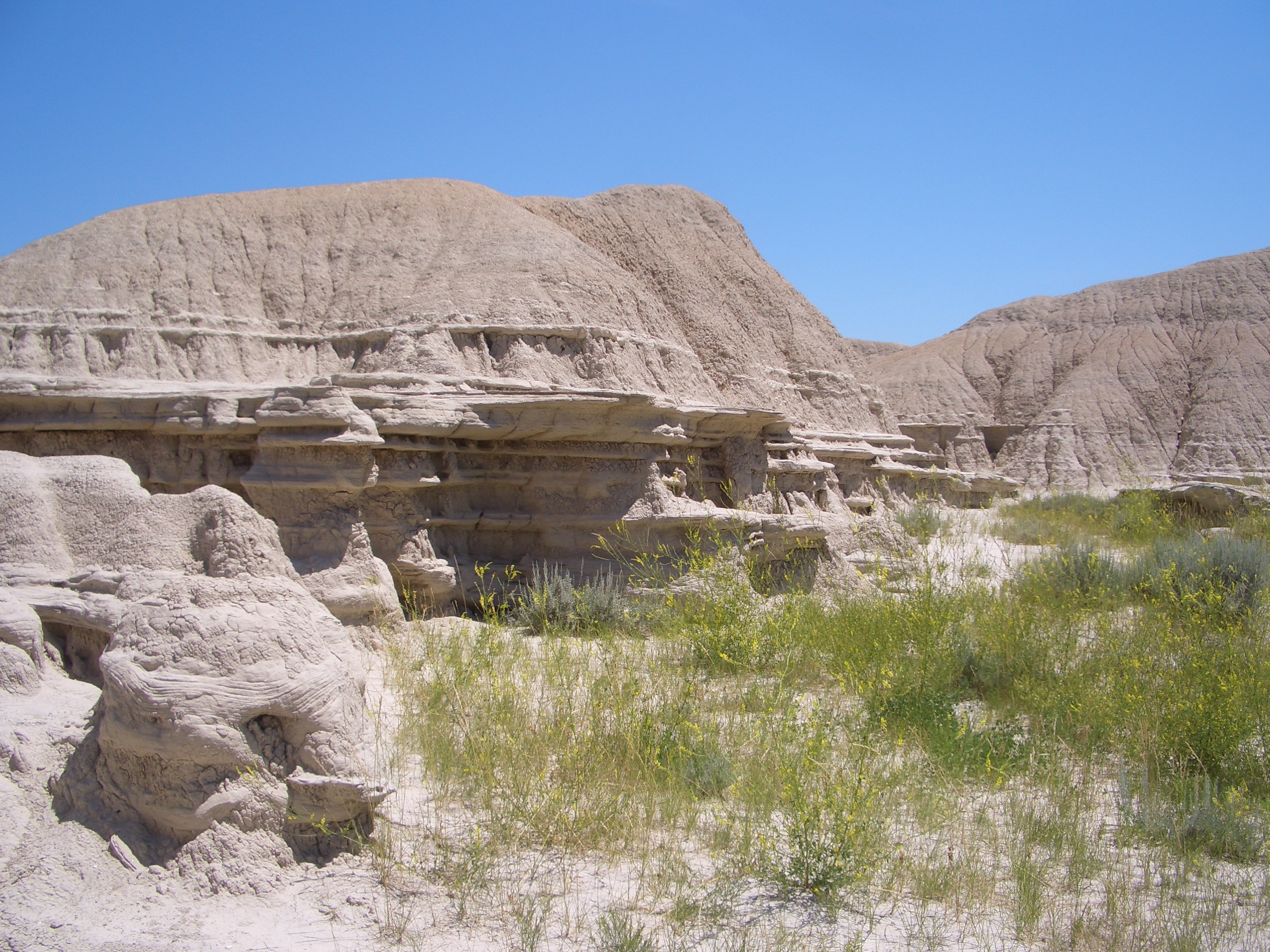
公園内の様子。2005年7月6日撮影。このように少ないながら植物も見られる。
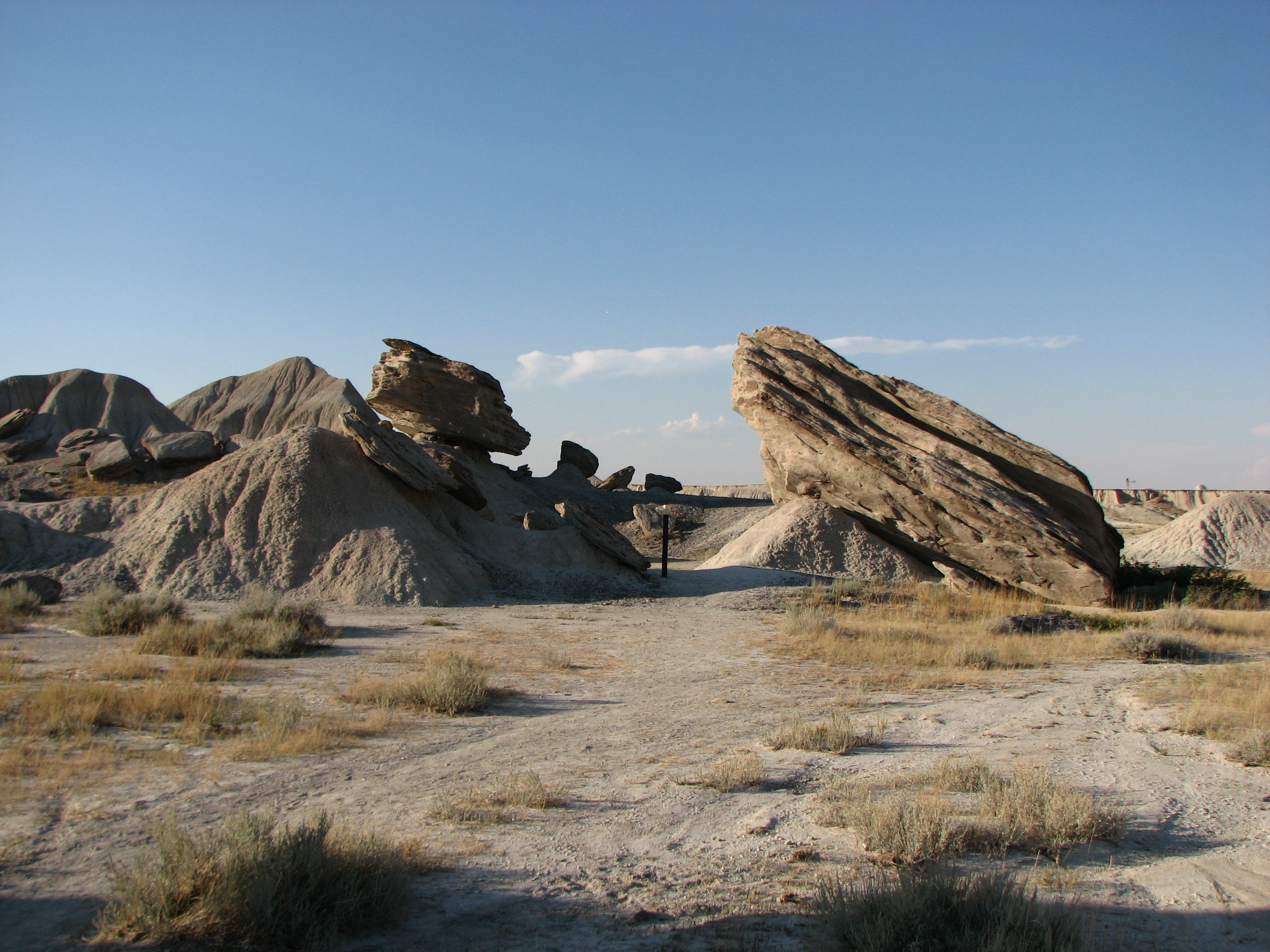
公園内の様子。2006年撮影。
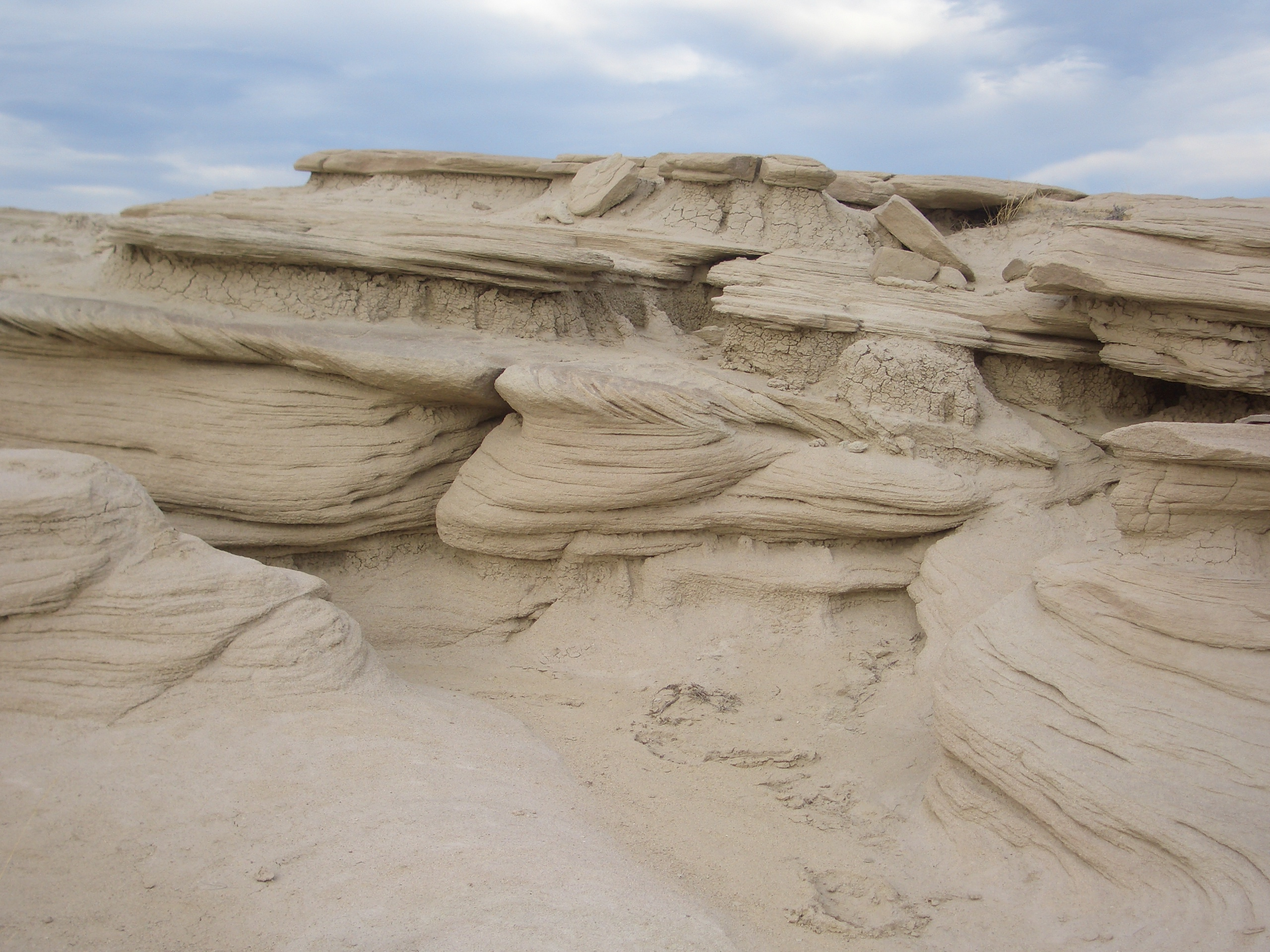
公園内の様子。2007年3月13日撮影。
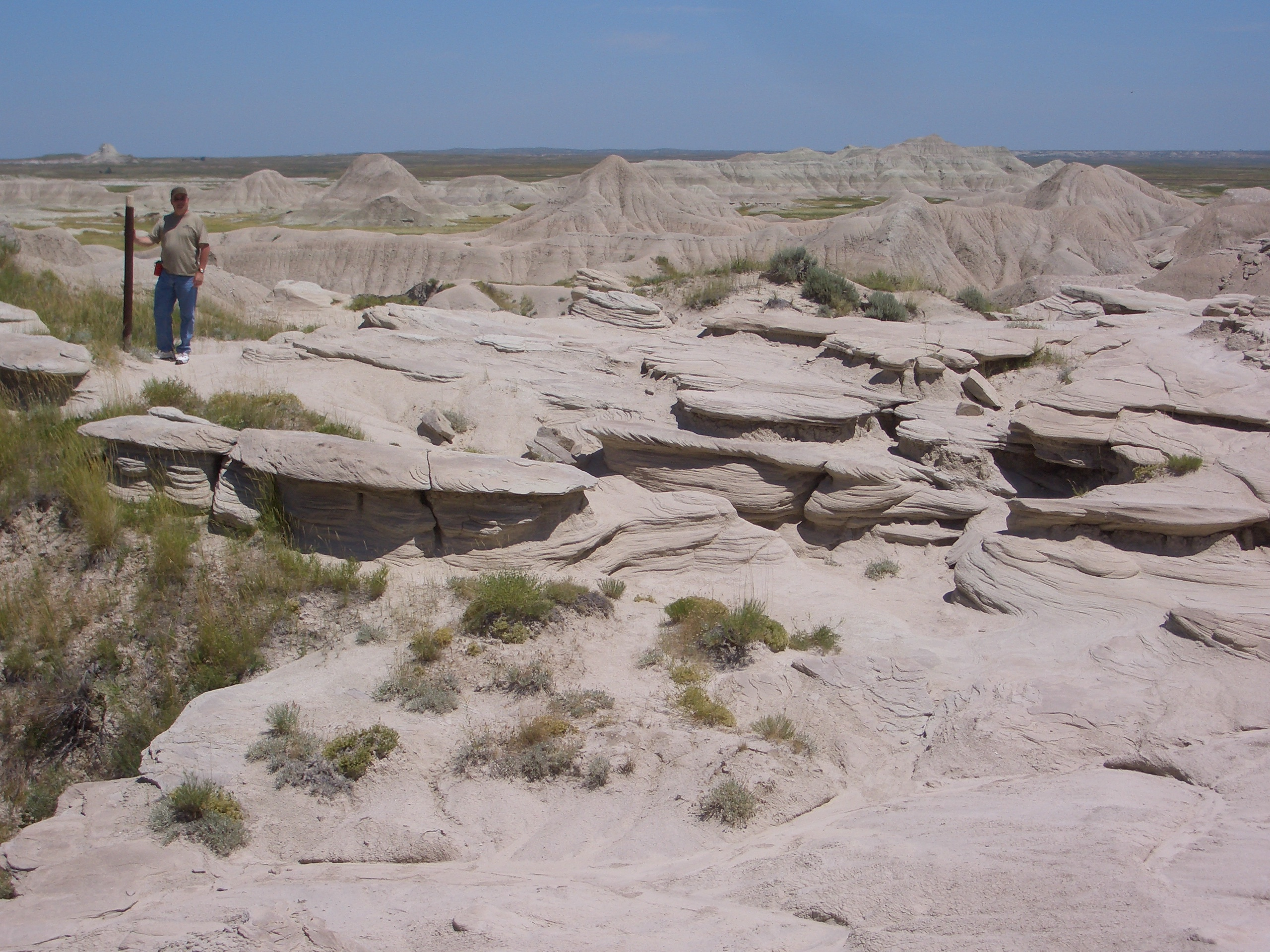
公園内の岩石とヒトとの大きさの比較。